# William Samuel Symonds
William Samuel Symonds (Hereford, 1818 - Cheltenham, 15 de septiembre de 1887) fue un geólogo y clérigo inglés.

## Biografía
Fue educado en el Cheltenham College y en el Christ's College de la Universidad de Cambridge, donde se graduó con un BA en 1842. Una vez que tomó los votos, en 1843, fue nombrado párroco de Offenham, cerca de Evesham; y dos años más tarde, fue trasladado a Pendock en Worcestershire, donde permaneció hasta 1877. Mientras estuvo en Offenham, conoció a Hugh Edwin Strickland, gracias a quien desarrolló un interés por la historia natural y la geología, a las que se dedicó desde entonces. Fue uno de los fundadores del Woolhope Naturalists' Field Club (1851) y del Malvern Naturalists' Field Club (1853); asimismo, fue miembro activo del Cotteswold Field Club y otras sociedades locales.

## Publicaciones
En 1858, publicó una edición del Cruise of the "Betsey." de Hugh Miller. Symonds escribió numerosos ensayos sobre la geología de Malvern: uno de los más importantes fue "On the passage-beds from the Upper Silurian rocks into the Lower Old Red Sandstone at Ledbury" (Quart. Journ. Geol. Soc. 1860).
Su obra principal fue Records of the Rocks (1872), con un índice de la joven Caroline Alice Roberts. También fue autor de Stones of the Valley (1857), Old Bones, or Notes for Young Naturalists (1859; 2ª edición, 1864) y otras obras populares, incluyendo novelas históricas tales como Malvern Chase y Hanley Castle.